# Louis-Bernard Fischer
Pour les articles homonymes, voir Fischer.
Ne doit pas être confondu avec Louis-Raymond Fischer.
Louis-Bernard Fischer, né le 3 avril 1810 à Villenave-d'Ornon et mort le 19 août 1873 à Bordeaux, en Gironde, est un jardinier, horticulteur et paysagiste français, et co-créateur du jardin public de la ville.

## Biographie
Louis-Bernard Fischer naît à Villenave-d'Ornon, en Gironde, le 3 avril 1810.
Son père, Christof Albert Fischer, natif de Birkenfeld en Bavière, est jardinier chez Catherine Hesse, veuve du négociant allemand Guillaume von Hemerth, installé à Bordeaux à la fin du XVIIIe siècle. Le 10 juin 1807, il se marie à Léognan avec Marie Chavialle, fille domestique, originaire du Cantal, dont il a sept enfants.
Louis-Bernard suit les pas de son père et devient jardinier, puis horticulteur et paysagiste. Il s'associe avec son ami Jean-Alphonse Escarpit.
Sa carrière professionnelle est parsemée de beaux succès au service de la bourgeoisie bordelaise. Il avait avec Escarpit sa « signature » : jardin irrégulier à l'anglaise avec peu recours aux édifices décoratifs.
Les « événements » de ses parcs sont essentiellement végétaux. Il respecte aussi les traces du passé et les exploite dans ses aménagements comme :
- au domaine de Sybirol, où il maintient la vieille allée de charmes, conserve à leur place verger et potager, et orne de masses de lauriers la salle fraîche et son bassin du XVIIIe siècle ;
- au château les Carmes-Haut-Brion, à Mérignac, où il crée toute une mise en scène, composée d'une large allée de platanes, pour la fontaine du XVIIe siècle.

Les tracés de ses allées sont toujours amples, mais davantage dus aux caprices du terrain, aux scènes végétales qu'à la volonté de dessiner de belles courbes. Il affectionne aussi la variété végétale et joue énormément sur toute la gamme de nuances de verts et de bleus que peuvent offrir tout particulièrement les conifères.
Louis-Bernard Fischer est mort sans enfants, le 19 août 1873 à Bordeaux.

## Réalisations
La plus célèbre de ses créations est le jardin public de Bordeaux. Il est la suite d'un premier Jardin public, de style régulier à la française, créé en 1746 par l'architecte Ange-Jacques Gabriel, puis dégradé par le manque d'entretien, les fêtes révolutionnaires et les cavaliers des armées napoléoniennes. Fischer et Escarpit donnent les plans à la ville de Bordeaux en 1854 et le jardin est terminé 1858 dans le style  à l'anglaise.
Plusieurs dizaines de parcs à l'anglaise dans le Bordelais sont le fruit de l'imagination de Fischer et Escarpit. Parmi eux :
- Château de Tauzia à Gradignan, première œuvre connue de Fischer[4].
- Château les Carmes Haut-Brion, à Mérignac.
- Château Fanning-Lafontaine à Pessac.
- Domaine de Sybirol[5], à Floirac.
- Château Siaurac à Lalande-de-Pomerol.
- Château Cantemerle à Macau[4].
- Château Filhot à Sauternes[4].
- Château de Pitray[réf. souhaitée] à Gardegan-et-Tourtirac.
- Château de Roquetaillade[réf. souhaitée] à Mazères.
- Parc Palmer[réf. souhaitée][6] à Cenon.
- Parc de l'abbaye Notre-Dame de Bonlieu de Carbon-Blanc[7].
- Château des Lauriers à Lormont.
- Jardin vert à Angoulême[8].